# Памятник Ленину у входа в Канал имени Москвы
Па́мятник Ле́нину у входа в Канал имени Москвы — памятник В. И. Ульянову (Ленину) у входа в Канал имени Москвы со стороны Московского моря, на окраине города Дубна (Московская область, Россия). Построен в 1937 году. С возведённым рядом памятником Сталину составлял единый архитектурный ансамбль. Скульптор — С. Д. Меркуров. Памятник монументального искусства федерального значения. Второй в мире по высоте фигуры памятник Ленину (после памятника в Волгограде).

## Описание

### Архитектурный ансамбль
Памятник Ленину являлся частью архитектурного ансамбля, «па́рной» композиции: напротив его, с противоположной стороны Канала имени Москвы был воздвигнут памятник Сталину. Обе фигуры создавали впечатление их господства над водной поверхностью.
Автор обоих памятников — С. Д. Меркуров.
Целостность архитектурного ансамбля была нарушена в 1961 году, когда в ходе кампании «развенчания» культа личности Сталина и десталинизации памятник соратника Ленина был уничтожен: от него остался лишь постамент.

### Памятник Ленину
Памятник установлен на берегу реки Волги, у начала Канала имени Москвы, при входе в шлюз № 1, на северной стороне.
Высота фигуры В. И. Ленина — 25 метров. Высота постамента — 12 метров. Вес памятника — 540 тонн.
Меркуров С. Д. описывал памятник следующим образом:

Ленин взят в момент речи, в момент обращения к массам, так, как я видел его в 1919 году. Фигура его собрана в одном волевом порыве, голова в энергичном полуповороте. Распахнувшиеся полы пиджака, выдвинутая вперед левая нога подчеркивает физическую и духовную силу фигуры. Таким образом, монумент должен не только сохранить портретный облик Владимира Ильича для потомства, но и воплотить победоносные идеи социалистической революции, духовный облик вождя народов.

Вокруг памятника была создана система широких террас, к Волге спускались гранитные ступени, сзади была посажена туевая аллея, дорожки покрыты толчёным кирпичом. В тёмное время фигура Ленина подсвечивалась мощными прожекторами.

## История
Место для архитектурного ансамбля памятников Ленину и Сталину было выбрано наркомом НКВД СССР Г. Г. Ягодой 9 августа 1935 года. Создание монументов вождей было поручено С. Д. Меркурову.
Гранит для скульптур добывали у села Горбулев Житомирской области (УССР). Камнетёсы из гранитных глыб по чертежам и по макетам изготавливали составные части памятника. Бригадиром каменотёсов был резчик по граниту Я. В. Булкин. Процесс создания памятников шёл пять лет.
На запланированном месте установки памятника на почти 30-метровую глубину бурились шурфы, в 11-метровой яме заливался фундамент, который должен был выдержать скульптуру Ленина весом 540 тонн.
Открытие памятника состоялось 18 августа 1937 года.
На сооружение памятников Ленину и Сталину ушло около двадцати железнодорожных составов крупнозернистого серо-розового гранита, некоторые отдельные глыбы весили до ста тонн. Работу исполняли 670 гранитчиков и около пяти тысяч рабочих. Большую часть строителей составляли заключённые Дмитровлага.